# Nicoloco
Nicoloco (in greco antico: Νικόλοχος?, Nicòlochos; Sparta, V secolo a.C. – dopo il 374 a.C.) è stato un ammiraglio spartano.

## Biografia

### Durante la guerra di Corinto
Nicoloco appare per la prima volta nel 388 a.C., quando Antalcida, mentre andava a negoziare coi Persiani la fine della guerra di Corinto, lo lasciò ad Efeso come viceammiraglio. Poco tempo dopo Nicoloco, mentre andava a soccorrere Abido da un attacco ateniese, si fermò a Tenedo, saccheggiandola e richiedendo un tributo agli abitanti; allora i comandanti ateniesi, Ificrate e un certo Diotimo, che si stavano preparando a soccorrere l'isola, quando seppero che era giunto ad Abido colle sue 25 navi partirono immediatamente dal Chersoneso e lo bloccarono lì per vari mesi colle loro 42 unità, fino a quando nel 387 a.C. Antalcida, di ritorno, non lo liberò.

### Nella battaglia di Alizia
Durante la guerra beotica, nel 375 a.C., Nicoloco fu nominato ammiraglio e mandato contro la flotta ateniese di Timoteo nel mar Ionio. Pur in inferiorità numerica, Nicoloco si scontrò con lui ad Alizia, davanti alla costa dell'Acarnania, venendo sconfitto; poco dopo tentò di sfidare nuovamente Timoteo, avendo ricevuto come rinforzi 6 navi acarnane, ma questi inizialmente rifiutò lo scontro.
Alla fine, però, dopo che la flotta ateniese ebbe rifornito le sue navi e incrementato i suoi effettivi a ben 70 navi, grazie ai rinforzi ricevuti da Corcira, ebbe il dominio assoluto dei mari.
Dopo la battaglia di Alizia non si hanno più notizie di Nicoloco.